# パトリック・ヒラリー
パトリック・ヒラリー（英語: Patrick John "Paddy" Hillery、アイルランド語: Pádraig Seán Ó hIrighile、1923年5月2日 - 2008年4月12日）は、アイルランドの医師、政治家。1976年から1990年まで同国の第6代大統領を務めた。
1951年の総選挙でフィアナ・フォール（共和党）から初当選し、1973年までのドイル・エアラン（下院）議員の在任中、教育相（1959年 - 1965年）や産業相（1965年 - 1966年）、労働相（1966年 - 1969年）、外相（1969年 - 1973年）を歴任した。その後、1973年にアイルランドが欧州共同体（EC）に加盟すると、同国の初代欧州委員会委員となり、1976年の大統領就任まで委員を務めた。

## 生い立ち
1923年、アイルランド南西部のクレア県ミルタウン・マルベイで、医者の父マイケルと看護師の母エレンとの間に生まれた。地元の国立学校からロックウェル・カレッジに進学し、ユニバーシティ・カレッジ・ダブリンで医学学位を取得した。1947年、医師として父の後を継ぐために地元に戻った。1950年代におけるヒラリーの医師としての活躍としては、国民健康評議会のメンバーとしての活動や、ミルタウン・マルベイ地区診療所での勤務などがあげられる。また、検視官としても1年間働いたことがあった。
1955年10月27日、メアリー・ビアトレス・フィネガンと結婚する。一男一女をもうけるが、娘は長期の闘病の末、18歳の誕生日を目前にした1987年に亡くなった。

## 下院議員

### 入閣まで
ヒラリー自身はまったく政治に関わりあいがなかったものの、クレア県選出のフィアナ・フォールの議員であり党首、また前の首相であったエイモン・デ・ヴァレラからの圧力もあり、1951年の総選挙の候補者となることに同意した。この選挙でフィアナ・フォールは与党に返り咲くとともに、ヒラリーも初当選を果たした。ドイル・エアラン（下院）議員となってから約10年間は平議員にとどまり、入閣を果たしたのはデ・ヴァレラが首相を退いた1959年のことだった。
デ・ヴァレラの後に首相となったショーン・リーマスは、前内閣の閣僚の一掃に取り組んだ。彼らの多くが1932年のデ・ヴァレラによる最初の閣僚と同じだったためである。リーマスの下では、ジェームズ・ライアンやショーン・マッケンティー、パディ・スミスといった党の長老たちが引退し、ブライアン・レニハン、ドナー・オマリー、チャールズ・ホーヒー、ニール・ブラニーといった新しい世代の政治家が登用された。この新人類の中でも鍵となったのが、ジャック・リンチの後任で教育相に就いたヒラリーであった。

### 閣僚時代
教育相としてヒラリーは多くの革新的な考えを提起し、リーマス政権でも重要なポストとなった。1963年、ヒラリーは以後10年間で展開される教育改革の多くを概説した所信表明演説を行った。その中には、総合制学校（コンペリヘンシブ・スクール）・地域技術カレッジの創設や、学生が全ての公的テストを受検できるようにするなど、より多くの者のために教育を受ける機会を増やす政策が含まれていた。ヒラリーは教育相として、自身の始めた改革と独創性が進むよう後任の大臣のために土台を築いた。ドナー・オマリーは教育の無償化を導入して高い評価を得ているが、実際にはこの画期的な発表の根底にはヒラリーの功績がある。
1965年、ヒラリーはまたもリンチの後任として産業相に就任する。当時の産業相は、アイルランド経済に弾みをつけるため最も重要なポストの一つとして考えられていた。しかし、ヒラリーは産業相に就任して1年あまりの後、労働争議による影響が出始めたため新設された労働相のポストに就いた。この新設省はリーマスの数年来の悲願であり、ヒラリーはその初代の大臣となった。1966年11月、リーマスは首相とフィアナ・フォール党首を辞任し、政友たちを落胆させた。リーマスによって後任の党首への就任を薦められたが、ヒラリーはこれを固辞した。多くの歴史家たちは、リーマスが後継者として最初に選んだ人物はヒラリーであると考えているが、ジャック・リンチ、ヒラリー、ジョージ・コリーの順であったとしている者もいる。結局、リンチとコリーによる党首選を経て、リンチがリーマスの後継となった。ヒラリーは1969年にリンチが行った内閣改造まで、引続き労働相のポストにあった。
1969年に行われた総選挙でフィアナ・フォールが勝利すると、ヒラリーは外相に就任した。1972年1月30日、北アイルランドのデリーでイギリス軍のパラシュート連隊によって市民が銃撃され、このうち13人が死亡するという事件（「血の日曜日事件」と呼ばれる）が発生した。ヒラリーはこの直後、国際連合が平和維持に関与するよう求めるためニューヨークの国連本部を訪ね、世界的に知られるようになった。しかしこの訪米では、北アイルランド問題が悪化している状況について世界の注目を集めたほかは、得るものはほとんどなかった。この時期を通じてヒラリーは、内戦が勃発する可能性に対して平和的な手段を追求しようとするリンチの信頼できる盟友の一人であった。ヒラリーは温厚な政治家と考えられていたが、1971年の党大会で気概を見せた。リンチの北アイルランド政策に反対していたケビン・ボーランド元防衛相が、リンチのスピーチの直前になって演台の近くに突進し、公然と大きな声で党首を非難した。ボーランド派の党員もこれに呼応しボーランドを賛美し始めたが、ステージの横にいたヒラリーは近くにあったマイクを手にし、「You can have Boland, but you can't have Fianna Fáil」と大声をたててボーランドたちを鎮めた。
ヒラリーの外相としての職務は、北アイルランド問題だけにとどまらなかった。1972年には欧州共同体への加盟交渉を行い、翌1973年に加盟を果たした。

## 欧州委員会委員
アイルランドの「欧州入り」に成功したことにより、ヒラリーはアイルランド人として最初の欧州委員会委員となった。オルトリ委員会では副委員長および社会問題担当委員を務めた。欧州委員会では、最も有能で尊敬できるアイルランドの政治家という評価を得たが、本国のジャック・リンチにとっては、味方であり自身の引退後に引き継いでくれるであろう人物を一人失ったことを意味していた。社会問題担当委員としてヒラリーが行った最も有名な政策は、加盟国に対して男女同一賃金とするようにしたものだ。しかし1976年、フィン・ゲール（アイルランド国民党）と労働党が政権を執っていた当時のアイルランド政府は、委員会に再指名されなかったことを通知した。
ヒラリーは、医師に復帰し、同じく医師であった妻メイブとともにアフリカに引っ越すことを考えていた。しかし、当時国防相であったパディ・ドネガンが大統領カハル・オドーリーを激しく非難するようになると、事態は急展開を迎える。反テロリスト法の合憲性について判断するため、法律を裁判所に付託したことに関して、ドネガンはオドーリーに対して「とてつもない恥だ」と呼んだ。これに怒ったオドーリーは大統領を辞任、ヒラリーは気が進まないままフィアナ・フォールの大統領選挙候補者となった。1976年12月3日、対立候補がいなかったため大統領選挙が行われないまま、第6代大統領に選出された。

## 大統領
大統領就任後のヒラリーは、ドイツの週刊誌『デア・シュピーゲル』の読者から「世界で最もセクシーな元首」に選ばれるなど評判は高く、ヒラリーがセックススキャンダルに巻き込まれると予測できた者はほとんどいなかった。しかし、このスキャンダルは、現代のアイルランド政治における大きなミステリーの一つとして記憶されている。スキャンダルが発覚したのは、1979年9月にヨハネ・パウロ2世がアイルランドを訪問した際のことだった。各国の記者団がローマ教皇の訪問に伴ってアイルランドを訪れていたが、アイルランドの記者に対して、「”ヒラリーとその愛人が大統領官邸で同居し、ヒラリーは妻との離婚と大統領職の辞任をしようとしている”という噂がヨーロッパ中で広まっている」と告げた。実際には、このようなことは全くなく、ローマ教皇の訪問が終了すると、ヒラリーはショックを受けた国民に対して、愛人も離婚も辞職も事実無根であると語った。また、実際には少数の者だけがこの噂を耳にしていた程度であった。「政界やメディアの一部の者しか聞いたことのなかった噂について、なぜコメントすることを選んだのか」と評論家たちは質問したところ、ヒラリーは自らの行動について「噂が広まったり、否定しないことによって”事実”として受け止められたりすることを許容するよりも、話を断ち切ることが大統領職にとって重要なのだ」と説明した。ヒラリーの行動は当時首相の座にあったリンチからも支持されている。また、ヒラリーは決断を行う前に、リンチや主要な野党の党首にも相談している。
また、ヒラリーは1981年のチャールズ3世（当時皇太子）とダイアナ妃の結婚式でも、エリザベス2世女王の招待を断ったため紙面を大きく飾った。しかし、これはチャールズ・ホーヒー首相のアドバイスによるものであった。

## 死去
2008年4月12日、病に倒れてからほどなくダブリンの自宅で亡くなった。元大統領としての国葬にヒラリーの遺族も同意した。メアリー・マッカリース大統領は、「彼は、新たなアイルランド、現代的なアイルランドへの道を開く政策決定において、あらゆる面で熱心に取り組みました。今日、私たちはいたるところで彼の先見性があり先駆的な政策を目にしています。無料の教育システム、躍動的でよい教育を受けた人々、経済的成功、この国にとって最も変化のあった出来事の一つであるEUへの加盟などがあげられます」と言葉を贈った。また、バーティ・アハーン首相は「我々の国の成長に大きく貢献した、非常に誠実で品位があり、知的な男だった。また、アイルランドの歴史において、名誉ある地位にあると確信していた」と述べている。副首相のブライアン・カウエンは弔辞の中で、ヒラリーについて「とても謙虚な男だった。高潔で、寛大で、知的で、礼儀正しくて人を引きつける、そのように様々に評される人物だった」と述べている。